# Bruno Bézard
Pour les articles homonymes, voir Bézard.
Bruno Bézard, né le 19 mai 1963 à Chauny, est un haut fonctionnaire du ministère de l'Économie et des Finances et administrateur de société français. 
Il est directeur de l’Agence des participations de l’État de 2007 à 2010, directeur du Trésor de 2014 à 2016, avant de rejoindre le fonds financier Cathay Capital en mai 2016.

## Biographie

### Formation
Après des études en classes préparatoires au lycée Descartes de Tours, Bruno Bézard intègre l’École polytechnique (X1982), dont il sort classé en 31e position. Ce classement lui permet d'accéder à l’École nationale d’administration, deux places étant réservées à l'époque à des élèves issus de Polytechnique. Il sort major de la promotion Michel-de-Montaigne.

### Carrière
Nommé inspecteur des finances, il est affecté en 1992 à la direction du Trésor où il devient chef du bureau « financement du logement » en 1994 puis sous-directeur chargé du secteur des assurances en 1998.
En 2000, il exerce quelques mois les fonctions de directeur adjoint du cabinet du ministre de l’Économie, des Finances et de l’Industrie Christian Sautter puis il est nommé sous-directeur de la dette, du développement et des marchés émergents. En 2001-2002, il est conseiller pour les affaires économiques et financières au cabinet du Premier ministre Lionel Jospin.
Nommé ensuite chef du service des participations à la direction du Trésor, Bruno Bézard devient directeur général adjoint de l’Agence des participations de l’État (APE) le 15 septembre 2004, avant d'en être nommé directeur général le 9 mars 2007,. À ce titre, il représente l'État actionnaire au conseil d'administration de plusieurs grandes entreprises. Il est également membre du Comité d'audit d'Orange.
Bruno Bézard est vice-président du Club de Paris de 2000 à 2001.
Il devient inspecteur général des finances en 2004.
En septembre 2010, il est nommé ministre conseiller pour les affaires économiques, chef du service économique régional ayant compétence sur la Chine par Christine Lagarde, ministre de l'Économie. Rattaché à la direction générale du Trésor, Bruno Bézard est chargé auprès de l'ambassadeur de représenter et de promouvoir les intérêts économiques et financiers de la France en Chine. Il a également pour mission de favoriser le dialogue économique avec Pékin dans la perspective du G20, dont la France assure la présidence en 2011.
Lors du Conseil des ministres du 1er août 2012, il est nommé directeur général des Finances publiques, puis le 28 juin 2014 directeur général du Trésor en remplacement de Ramon Fernandez. En mai 2016, il quitte ce poste et rejoint Cathay Capital, un fonds d'investissement franco-chinois, s'attirant des accusations de conflit d'intérêts selon Laurent Mauduit : « Bruno Bézard a eu à connaître de la BPI et de son alliance avec le fonds chinois en sa double qualité de directeur du Trésor et de membre de la commission de surveillance de la CDC ». Ce départ pour une entreprise de capital-investissement est une première pour un directeur général du Trésor, ses prédécesseurs Xavier Musca ou Jean Lemierre, ayant par exemple préféré rejoindre des établissements bancaires. 
Odile Renaud-Basso lui a succédé en juin 2016 à la direction générale du Trésor.
En février 2023, Bruno Bézard, en tant qu'ancien directeur de l’APE, a été mis en examen pour « complicité de prise illégale d’intérêts » dans le cadre de l’affaire Kohler,.

### Mandats d'administrateur
- France Télécom
- Areva
- Électricité de France
- La Poste
- Air France-KLM
- SNCF
- PSA Peugeot Citroën
- Renault
- France Télévisions
- Thales
- Dexia[4]

## Décorations
Il est nommé chevalier de l'ordre national de la Légion d'honneur le 13 avril 2006, puis officier le 20 novembre 2015, et chevalier de l’ordre national du Mérite le 14 novembre 2012.